# Rodrigo Palacio
Rodrigo Sebastián Palacio (Bahía Blanca, 5 de febrero de 1982) es un deportista argentino, se desempeñó como futbolista entre 2001 y 2022 jugando como delantero, llegando a convertir 249 goles en 766 partidos. En el segundo semestre de 2022 debutó como básquetbolista en el Polisportiva Garegnano de Italia.

## Trayectoria en el fútbol

### Bella Vista de Bahía Blanca
Se sumó a las categorías inferiores de Bella Vista de Bahía Blanca a los ocho años de edad y 3 meses. Debutó como jugador profesional en 2001 con diecinueve años. En 2002, el Club Bella Vista, con Palacio entre sus filas, logró terminar segundo en la zona sur del Torneo Argentino B (cuarta división o tercera categoría de ascenso en lo que corresponde a las competiciones del interior del país) por lo que obtuvo el derecho de participar de un repechaje de ascenso contra el Club Cipolletti de Río Negro, pero este último logró mantener su categoría al ganar en los penales.

### Huracán de Tres Arroyos
En el año 2002, Roberto Bottino (un empresario de Tres Arroyos) compró su pase al club bahiense por 60 mil dólares y lo cedió a préstamo a Huracán de Tres Arroyos. Debutó en la primera del Globo el 25 de agosto de ese mismo año donde marcó un gol en la victoria por 2:0 ante Juventud Antoniana de Salta.
La Joya jugó por dos temporadas en la Segunda División de Argentina, en la que totalizó cincuenta y tres partidos jugados y quince goles.
A principios de 2004 viajó a Europa para incorporarse a la filial del Real Betis, club que militaba en el ascenso español. Palacio estuvo quince días a prueba, pero le dijeron que volviera en junio de ese año, por lo que prefirió volver a su país natal y no a España.

### Banfield
Ya en Argentina, fichó por el Club Atlético Banfield de la Primera División de Argentina, que le compró a Huracán el treinta y cinco por ciento de su pase por 250 mil dólares. Con su nuevo club marcó un total de nueve goles en treinta y seis partidos por el torneo doméstico y dos tantos en dos encuentros por la Copa Sudamericana, lo que llamó la atención de uno de los equipos más grandes del fútbol sudamericano: Boca Juniors.

### Boca Juniors
A mediados de 2004, Boca Juniors compró su pase con la condición que se sumara al club recién en junio de 2005, pero debido a la transferencia que afrontaba en aquel entonces el club Xeneize de su figura Carlos Tévez al Corinthians de Brasil, sumado al excelente rendimiento que tuvo el jugador a fines de 2004, hizo que Boca anticipara su incorporación para principios de 2005.
Debutó en Boca en el empate 1:1 frente a Racing Club de Avellaneda en un partido amistoso disputado en Mar del Plata. Marcó su primer gol en el club el 18 de enero de 2005, en la victoria por 2:0 frente a Independiente, también en un partido fuera de competición de verano.
En su primer semestre en Boca Juniors, Palacio no logró afirmarse entre los titulares, por lo que en el Torneo Clausura 2005 fue titular en siete partidos, ingresó en seis, y marcó tres goles en total. En la Copa Libertadores 2005 fue titular en cinco ocasiones, ingresó en dos, y marcó dos goles para el club, que quedó eliminado en cuartos de final al perder por 4:0 con Guadalajara de México.
En el segundo semestre de 2005, el club «Xeneize» obtuvo el Torneo Apertura 2005, en el que Palacio marcó siete goles, y la Copa Sudamericana 2005, en la que el futbolista consiguió ser el máximo goleador del equipo tras anotar cinco tantos. Además, en esta copa marcó por primera vez un hat-trick, en el partido de vuelta por los cuartos de final frente a Internacional de Porto Alegre. Ese mismo año, obtuvo la Recopa Sudamericana 2005 con su club.
En 2006, ayudó a su equipo a la obtención del Torneo Clausura 2006 con sus siete anotaciones. En septiembre del mismo año convirtió tres goles para la obtención de la Recopa Sudamericana 2006 ante el São Paulo de Brasil: dos de local y uno importantísimo de visitante ante un resultado que dejaba afuera al conjunto argentino.
Al siguiente año ganó la Copa Libertadores 2007, torneo en el que junto a Juan Román Riquelme y Martín Palermo fue desbordante en todos los partidos de la competición donde marcó cuatro goles. Este año se destacó en la carrera de Palacio porque además el F. C. Barcelona se aseguró la prioridad para adquirir su pase, valuado en ese entonces en 18 millones de euros, y llegó a firmar con el jugador un precontrato.
Durante la segunda mitad de 2007 ni él, ni el equipo tuvieron una actuación sobresaliente pero logró ser la figura en la final del Mundial de Clubes 2007 de Japón, al convertir el empate transitorio 1:1 ante el Milan de Italia, ya que estuvo entre los tres mejores jugadores de dicha competición al ganar el balón de bronce, compartiendo podio con el brasileño Kaká (jugador FIFA de ese año) y el neerlandés Clarence Seedorf.
En 2008 Palacio obtuvo la Recopa Sudamericana en Boca, en la que marcó dos goles, repartidos entre el partido de ida y el de vuelta. En el Torneo Apertura 2008, ganado por Boca, Palacio solo pudo disputar cuatro encuentros en los que marcó tres goles (incluyendo uno a San Lorenzo en el triangular final del torneo). Este año la Lazio y el Nápoli, ambos clubes de Italia, y el Chelsea de Inglaterra se mostraron interesados en el jugador, pero Palacio prefirió en ese entonces ir a un club español.
En la temporada 2008/2009 Rodrigo casi no jugó debido a sus lesiones, por lo que Boca prefirió venderlo ante una oferta del Genoa C. F. C. de Italia, la cual fue mucho más baja que las que se barajaban un año antes (casi un 66% menor a la oferta realizada por la Lazio a mediados de 2008), y que Boca Juniors prefirió rechazar. Rodrigo Palacio comenzaba su aventura en el futbol italiano, en el cual permanecería durante los próximos 12 años.

### Genoa C. F. C.
En julio de 2009 fue fichado por el Genoa italiano en 5 millones de euros pasando a integrar el plantel genovés junto a su compatriota Hernán Crespo con quien formó dupla de ataque en varios encuentros.
Hizo su debut en la temporada italiana 2009-10 en la victoria de su equipo por 3:2 ante la Roma después de reemplazar al futbolista Mesto en el minuto 46, mientras que su primer gol lo marcó el 5 de noviembre en la Liga Europa de la UEFA ante el Lille de Francia anotando el 1:0 parcial del 3:2 final a favor de su club. En esta última competición, en total jugó seis encuentros y marcó solo un gol debido a que terminó en el tercer lugar de la fase de grupos y sin chances de clasificación.
El 23 de abril de 2011, marcó su primer doblete en la Serie A contribuyendo en la remontada de su equipo después de ir perdiendo primero 0:1 y luego 1:2, anotando el 2:2 y luego el 3:2 para el partido que finalmente terminó 4:2 a su favor.
En el torneo italiano 2011-12 debido a sus destacadas actuaciones en las temporadas anteriores, se le otorgó la cinta de capitán. Dicho torneo fue muy duro para el elenco genovés ya que estuvo al borde del descenso culminando una pobre campaña de cuarenta y dos puntos, producto de once victorias y nueve empates, aun así Rodrigo logró tener un buen nivel ya que fue el máximo goleador del equipo con diecinueve goles. En el Genoa, disputó 100 encuentros y anotó 38 goles en total.

### Inter de Milán

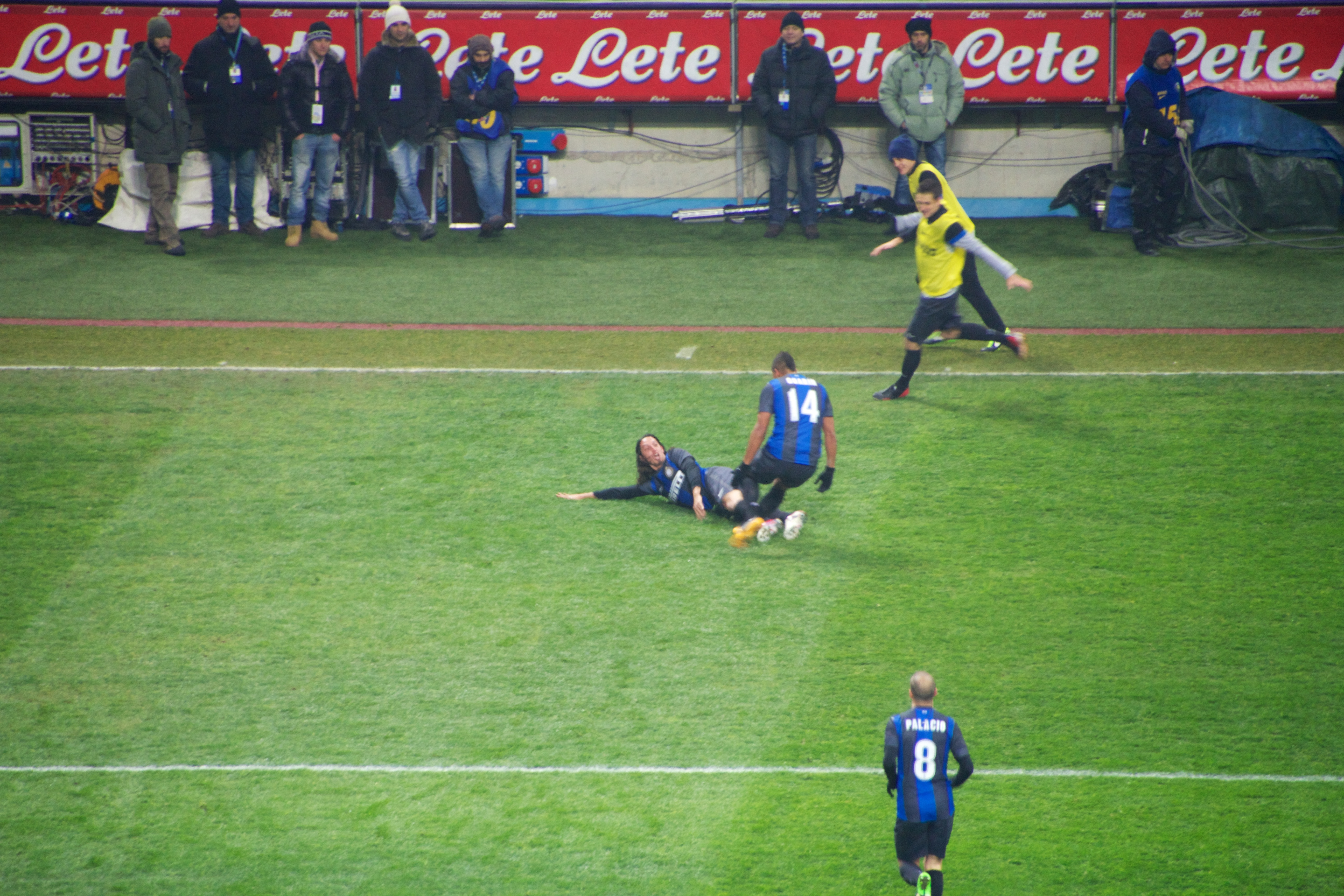
Palacio celebrando un gol con Ezequiel Schelotto.(febrero de 2013).

En junio de 2012, fichó por tres temporadas para el Inter de Milán, donde el neroazzurro le abonó al Genoa, 10 millones de euros por su transferencia. El 21 de julio marcó su primer gol no oficial en el equipo para la victoria por 2:1 contra A. C. Milan, triunfo que los consagró como campeones de la Copa Tim, mientras que el 23 de agosto del mismo año lo hizo de manera oficial en un partido contra el F. C. Vaslui por la Liga Europa de la UEFA.
El 21 de octubre, el jugador consiguió su primer tanto en la temporada 2012-13 de Italia contribuyendo en la victoria por 2:0 ante el Catania. El 3 de noviembre, marcó un gol ante la Juventus en Turín, el definitivo 3:1 que terminó con un invicto de cuarenta y nueve partidos del club «bianconeri». El 8 de noviembre, Rodrigo entró para jugar los cuarenta y cinco minutos del segundo tiempo contra el F. K. Partizan Belgrado por la Liga Europa de la UEFA, en dicho encuentro que ganó por 3:1, marcó su primer doblete en el club.
El 18 de diciembre, en un partido correspondiente a la Copa de Italia frente al Hellas Verona, debido a la lesión que sufrió el arquero Luca Castellazzi y a que estaban agotadas la variantes, el técnico Andrea Stramaccioni decidió mandar al futbolista al arco para que este atajase los últimos diez minutos, interviniendo de buena forma en dos situaciones claras y evitando los goles del descuento del equipo rival por lo que el partido finalizó 2:0.
En la temporada 2012-13 de la Liga Europa de la UEFA, logró terminar segundo en la fase de grupos y pasar los dieciseisavos de final para quedar finalmente eliminado en los octavos de final de la Liga Europa de la UEFA, a manos del Tottenham por la regla del gol de visitante tras igualar en el global 4:4.
Tras la caída en la Copa, en Serie A (Italia) Rodrigo se lesionó en la rodilla que lo imposibilitó jugar por 1 mes y medio, perdiendo el Inter a una de sus grandes figuras. La temporada 2012/13 en lo personal para Palacio fue más que positiva ya que anotó 22 goles en 38 encuentros.
El 18 de agosto de 2013 marca su primer doblete en la temporada en el  Inter de Milán fue por la Copa Italia contra el Cittadella; jugó los 90 minutos fue victoria 4 a 0
El 25 de agosto de 2013 Palacio cumple con la ley del ex convirtiéndole al Genoa en la victoria 2:0, el gol fue remate con la izquierda desde el centro del área por el lado derecho de la portería, en el debut de la Serie 2013/14.
En la segunda fecha de la Serie 2013/14 convierte otro gol en la goleada 3:0 ante el Calcio Catania.
Para la temporada Serie 2013/14 con el nuevo entrador del Inter, Walter Mazzarri, se ganó el puesto titular de manera indiscutida y dando muy buenos frutos, entre ellos un doblete en Copa Italia y un gol en la goleada 7:0 de visitante frente a Sassuolo. Su gran nivel continuó en las fechas siguientes y por la jornada 15 enfrentando al Parma, anotó su segundo doblete del año, el resultado final fue un empate en 3. El 22 de diciembre marcó su primer gol en un clásico de Inter-Milán, fue un lujo de taco y el que le dio la victoria a su equipo por 1:0.
Tras varios partidos sin marcar, llegó su primer gol en 2014 en la fecha 24 cuando visitaron a la Fiorentina que vencieron 2:1, el otro gol fue su compatriota Mauro Icardi. Otro gol importante fue frente a Hellas Verona como visitante en la fecha 28 para abrir el marcador, que finalizó 2:0, afianzando al Inter en los puestos de copas internacionales. Volvió al gol en la jornada 33 enfrentando a Sampdoria para redondear la goleada por 4:0. El 10 de mayo por la fecha 37 de la Serie A, la última de local, Palacio se luce con un doblete en la goleada 4:1 ante la Lazio, ese día fue marcado más bien por la despedida de su compatriota Javier Zanetti.
El gran nivel de Palacio le permitió acumular un total de 17 goles en 37 partidos jugados por la Serie A.

### Bologna F.C.
En la temporada 2017-18 pasa al Bologna Football Club 1909 de la Serie A. El 1 de octubre marca el único gol de la victoria como visitantes en casa de su exequipo el Genoa FC. En mayo del 2021, Palacio, marcó un hack-trick frente al ACF Fiorentina y se convirtió en el jugador más longevo en anotar tres goles en la historia del futbol italiano.

### Brescia
En la temporada 2021-22, Rodrigo fue transferido al Brescia de Italia. Equipo que en ese entonces militaba en la Serie B del campeonato italiano. El 26 de septiembre de 2022 anunció su retiro del fútbol profesional.

## Selección nacional
Palacio disputó diez partidos en la selección argentina, con un saldo de cinco victorias, cuatro empates y una derrota. Su debut se produjo el 9 de marzo de 2005 contra México en Estados Unidos, partido que terminó con el marcador 1:1. El 26 de marzo del mismo año jugó contra Bolivia, en un encuentro que acabó en una victoria de su selección, conocida como la albiceleste, por 1:2 en las eliminatorias para el Mundial de Alemania 2006, evento del cual terminó siendo parte al integrar la lista definitiva del plantel argentino.
En 2006 ingresó a los 64 minutos en el primer partido de la fase de grupos de su selección, que integraba el Grupo C, ante Costa de Marfil. El resultado fue una victoria de su equipo por 2:1, con lo que consiguieron así los primeros tres puntos.
Volvió a ser citado el 18 de abril de 2007 en el 0:0 como local de la selección argentina frente a Chile, dicho partido fue de carácter amistoso como preparación para la Copa América de Venezuela 2007. En este evento, jugó en la fase de grupos solo el tercer partido, en que Argentina logró concretar su paso a los cuartos de final tras vencer a los paraguayos por la mínima. En semifinales, el jugador ingresó a los 78 minutos en el encuentro ante México, con victoria de su selección por 0:3, que aseguró así su paso a la final.
El 15 de junio de 2008, disputó su primer partido por las eliminatorias para el Mundial de Sudáfrica 2010 en el partido de local ante Ecuador. El delantero entró en el minuto 90' con el marcador 0:1 en contra, y segundos antes de la finalización del mismo anotó el gol del empate tras la asistencia de su compañero Sergio Agüero, siendo éste el primer gol que convirtió Rodrigo para su seleccionado. En el siguiente encuentro, entró pasados los 90 minutos en el empate 0:0 ante la selección brasileña.
En septiembre de 2011 volvió a ser parte del seleccionado argentino luego de tres años de ausencia al ser citado por el técnico Alejandro Sabella para los encuentros contra los seleccionados de Chile y Venezuela en el inicio de las eliminatorias para el Mundial de Brasil 2014.
El 7 de septiembre de 2012 retornó a la selección para el partido frente a Paraguay, en el cual la «albiceleste» ganó por 3:1 con goles de Lionel Messi, Gonzalo Higuaín y Ángel Di María. Palacio entró a los 65 minutos del encuentro. El 30 de octubre volvió a ser convocado a la selección argentina por Sabella para un amistoso contra Arabia Saudita que terminó 0:0 y en el que no ingresó al campo de juego.
En marzo de 2013, volvió a jugar en la selección frente a Venezuela por las eliminatorias, ingresando en el minuto 80 del complemento, partido en el que no anotó goles pero que su seleccionado ganó por 3:0. Cuatro días después volvió a jugar en la misma pero esta vez como titular en el empate 1:1 frente a Bolivia en condición de visitante. También por las mismas Eliminatorias, el día 11 de junio de 2013, fue titular en el valioso empate 1:1 conseguido en la altura de Quito ante Ecuador siendo uno de los jugadores destacados del partido.
Otra nueva convocatoria para Rodrigo fue para un importante amistoso frente Italia disputado el 14 de agosto, donde salió como titular con buen rendimiento, la selección argentina derrotó 2 a 1 a los Italianos en condición de visitante. Jugó de titular por la fecha 15 de eliminatoria de local frente a la Selección de Perú, donde tras 5 años volvió a reencontrarse con el gol con la celeste y blanca en la victoria por 3 a 1. Fue convocado para el Mundial 2014 disputado en Brasil. En el partido ante Suiza en octavos de final inició el contragolpe que, posteriormente, terminaría en gol de Di María y clasificaría a Argentina a cuartos de final. En la semifinal, ingresó a los 81´ por lo que poco pudo hacer, no obstante Argentina derrotaría por penales a Países Bajos clasificando para la final contra Alemania, que sorpresivamente aplastó a Brasil 7-1. En la final disputada contra Alemania, Palacio ingresó al minuto 78 del partido donde el futbolista tuvo una chance clara de la prórroga fallando un mano a mano ante el arquero Manuel Neuer, teniendo la consecuencia de que Alemania le haya anotado un gol en el 112' y consagrándose campeona siendo este el último partido con la Albiceleste. 

### Participaciones en Copas del Mundo
| Mundial           | Sede     | Resultado        |
| ----------------- | -------- | ---------------- |
| Copa Mundial 2006 | Alemania | Cuartos de final |
| Copa Mundial 2014 | Brasil   | Subcampeón       |

### Participaciones en Copas América
| Torneo            | Sede      | Resultado  |
| ----------------- | --------- | ---------- |
| Copa América 2007 | Venezuela | Subcampeón |

### Selección nacional
La siguiente tabla detalla los encuentros disputados y los goles marcados por Palacio en la selección argentina.
| \| Fecha \| Ciudad \| Local \| Resultado \| Visitante \| Competencia \| Goles \| \| ---------- \| ------------------- \| ------------ \| --------- \| ----------------- \| ------------------ \| ----- \| \| 09-03-2005 \| Los Ángeles \| Argentina \| 1:1 \| México \| Amistoso \| 0 \| \| 26-03-2005 \| La Paz \| Bolivia \| 1:2 \| Argentina \| Eliminatorias 2006 \| 0 \| \| 10-06-2006 \| Hamburgo \| Argentina \| 2:1 \| Costa de Marfil \| Mundial 2006 \| 0 \| \| 17-04-2007 \| Mendoza \| Argentina \| 0:0 \| Chile \| Amistoso \| 0 \| \| 05-07-2007 \| Barquisimeto \| Argentina \| 1:0 \| Paraguay \| Copa América 2007 \| 0 \| \| 11-07-2007 \| Puerto Ordaz \| México \| 0:3 \| Argentina \| Copa América 2007 \| 0 \| \| 15-06-2008 \| Buenos Aires \| Argentina \| 1:1 \| Ecuador \| Eliminatorias 2010 \| 1 \| \| 18-06-2008 \| Belo Horizonte \| Brasil \| 0:0 \| Argentina \| Eliminatorias 2010 \| 0 \| \| 11-10-2011 \| Puerto La Cruz \| Venezuela \| 1:0 \| Argentina \| Eliminatorias 2014 \| 0 \| \| 07-09-2012 \| Córdoba \| Argentina \| 3:1 \| Paraguay \| Eliminatorias 2014 \| 0 \| \| 22-03-2013 \| Buenos Aires \| Argentina \| 3:0 \| Venezuela \| Eliminatorias 2014 \| 0 \| \| 26-03-2013 \| La Paz \| Bolivia \| 1:1 \| Argentina \| Eliminatorias 2014 \| 0 \| \| 11-06-2013 \| Quito \| Ecuador \| 1:1 \| Argentina \| Eliminatorias 2014 \| 0 \| \| 15-06-2013 \| Ciudad de Guatemala \| Guatemala \| 0:4 \| Argentina \| Amistoso \| 0 \| \| 14-08-2013 \| Roma \| Italia \| 1:2 \| Argentina \| Amistoso \| 0 \| \| 11-09-2013 \| Asunción \| Paraguay \| 2:5 \| Argentina \| Eliminatorias 2014 \| 0 \| \| 12-10-2013 \| Buenos Aires \| Argentina \| 3:1 \| Perú \| Eliminatorias 2014 \| 1 \| \| 15-10-2013 \| Montevideo \| Uruguay \| 3:2 \| Argentina \| Eliminatorias 2014 \| 0 \| \| 15-11-2013 \| Quito \| Ecuador \| 0:0 \| Argentina \| Amistoso \| 0 \| \| 19-11-2013 \| Saint Louis \| Bosnia \| 0:2 \| Argentina \| Amistoso \| 0 \| \| 07-03-2014 \| Bucarest \| Rumania \| 0:0 \| Argentina \| Amistoso \| 0 \| \| 04-06-2014 \| Buenos Aires \| Argentina \| 3:0 \| Trinidad y Tobago \| Amistoso \| 1 \| \| 21-06-2014 \| Belo Horizonte \| Argentina \| 1:0 \| Irán \| Copa Mundial 2014 \| 0 \| \| 01-07-2014 \| São Paulo \| Argentina \| 1:0 \| Suiza \| Copa Mundial 2014 \| 0 \| \| 05-07-2014 \| Brasilia \| Argentina \| 1:0 \| Bélgica \| Copa Mundial 2014 \| 0 \| \| 09-07-2014 \| São Paulo \| Países Bajos \| 0:0 \| Argentina \| Copa Mundial 2014 \| 0 \| \| 13-07-2014 \| Río de Janeiro \| Alemania \| 1:0 \| Argentina \| Copa Mundial 2014 \| 0 \| \| Total \| \| Presencias: \| 27 \| \| Goles: \| 3 \| |                     |              |           |                   |                    |       |
| Fecha | Ciudad              | Local        | Resultado | Visitante         | Competencia        | Goles |
| 09-03-2005 | Los Ángeles         | Argentina    | 1:1       | México            | Amistoso           | 0     |
| 26-03-2005 | La Paz              | Bolivia      | 1:2       | Argentina         | Eliminatorias 2006 | 0     |
| 10-06-2006 | Hamburgo            | Argentina    | 2:1       | Costa de Marfil   | Mundial 2006       | 0     |
| 17-04-2007 | Mendoza             | Argentina    | 0:0       | Chile             | Amistoso           | 0     |
| 05-07-2007 | Barquisimeto        | Argentina    | 1:0       | Paraguay          | Copa América 2007  | 0     |
| 11-07-2007 | Puerto Ordaz        | México       | 0:3       | Argentina         | Copa América 2007  | 0     |
| 15-06-2008 | Buenos Aires        | Argentina    | 1:1       | Ecuador           | Eliminatorias 2010 | 1     |
| 18-06-2008 | Belo Horizonte      | Brasil       | 0:0       | Argentina         | Eliminatorias 2010 | 0     |
| 11-10-2011 | Puerto La Cruz      | Venezuela    | 1:0       | Argentina         | Eliminatorias 2014 | 0     |
| 07-09-2012 | Córdoba             | Argentina    | 3:1       | Paraguay          | Eliminatorias 2014 | 0     |
| 22-03-2013 | Buenos Aires        | Argentina    | 3:0       | Venezuela         | Eliminatorias 2014 | 0     |
| 26-03-2013 | La Paz              | Bolivia      | 1:1       | Argentina         | Eliminatorias 2014 | 0     |
| 11-06-2013 | Quito               | Ecuador      | 1:1       | Argentina         | Eliminatorias 2014 | 0     |
| 15-06-2013 | Ciudad de Guatemala | Guatemala    | 0:4       | Argentina         | Amistoso           | 0     |
| 14-08-2013 | Roma                | Italia       | 1:2       | Argentina         | Amistoso           | 0     |
| 11-09-2013 | Asunción            | Paraguay     | 2:5       | Argentina         | Eliminatorias 2014 | 0     |
| 12-10-2013 | Buenos Aires        | Argentina    | 3:1       | Perú              | Eliminatorias 2014 | 1     |
| 15-10-2013 | Montevideo          | Uruguay      | 3:2       | Argentina         | Eliminatorias 2014 | 0     |
| 15-11-2013 | Quito               | Ecuador      | 0:0       | Argentina         | Amistoso           | 0     |
| 19-11-2013 | Saint Louis         | Bosnia       | 0:2       | Argentina         | Amistoso           | 0     |
| 07-03-2014 | Bucarest            | Rumania      | 0:0       | Argentina         | Amistoso           | 0     |
| 04-06-2014 | Buenos Aires        | Argentina    | 3:0       | Trinidad y Tobago | Amistoso           | 1     |
| 21-06-2014 | Belo Horizonte      | Argentina    | 1:0       | Irán              | Copa Mundial 2014  | 0     |
| 01-07-2014 | São Paulo           | Argentina    | 1:0       | Suiza             | Copa Mundial 2014  | 0     |
| 05-07-2014 | Brasilia            | Argentina    | 1:0       | Bélgica           | Copa Mundial 2014  | 0     |
| 09-07-2014 | São Paulo           | Países Bajos | 0:0       | Argentina         | Copa Mundial 2014  | 0     |
| 13-07-2014 | Río de Janeiro      | Alemania     | 1:0       | Argentina         | Copa Mundial 2014  | 0     |
| Total |                     | Presencias:  | 27        |                   | Goles:             | 3     |

## Estadísticas
La siguiente tabla detalla los encuentros disputados y los goles marcados durante la carrera deportiva.
| Bella Vista Argentina | 4.ª                 | 2001-02             | 29  | 16  | —  | —  | —  | —   | 29  | 16   | 0,55 |
| Huracán TA Argentina | 2.ª                 | 2002-03             | 34  | 10  | —  | —  | —  | —   | 34  | 10   | 0,29 |
| Huracán TA Argentina | 2.ª                 | 2003                | 19  | 5   | —  | —  | —  | —   | 19  | 5    | 0,26 |
| Huracán TA Argentina | Total club          | Total club          | 53  | 15  | 0  | 0  | 0  | 0   | 53  | 15   | 0,28 |
| CA Banfield Argentina | 1.ª                 | 2004                | 19  | 2   | —  | —  | —  | —   | 19  | 2    | 0,11 |
| CA Banfield Argentina | 1.ª                 | 2004                | 17  | 7   | —  | —  | 2  | 2   | 19  | 9    | 0,46 |
| CA Banfield Argentina | Total club          | Total club          | 36  | 9   | 0  | 0  | 2  | 2   | 38  | 11   | 0,29 |
| Boca Juniors Argentina | 1.ª                 |                     |     |     |    |    |    |     |     |      |      |
| Boca Juniors Argentina | 1.ª                 | 2005                | 15  | 3   | —  | —  | 7  | 2   | 22  | 5    | 0,23 |
| Boca Juniors Argentina | 1.ª                 | 2005-06             | 32  | 17  | —  | —  | 9  | 5   | 41  | 22   | 0,54 |
| Boca Juniors Argentina | 1.ª                 | 2006-07             | 33  | 19  | —  | —  | 14 | 9   | 47  | 28   | 0,60 |
| Boca Juniors Argentina | 1.ª                 | 2007-08             | 31  | 10  | —  | —  | 15 | 5   | 46  | 15   | 0,33 |
| Boca Juniors Argentina | 1.ª                 | 2008-09             | 20  | 5   | —  | —  | 9  | 7   | 29  | 12   | 0,41 |
| Boca Juniors Argentina | Total club          | Total club          | 131 | 54  | 0  | 0  | 54 | 28  | 185 | 82   | 0,44 |
| Genoa CFC · Italia |                     |                     |     |     |    |    |    |     |     |      |      |
| 1.ª | 2009-10             | 31                  | 7   | —   | —  | 6  | 1  | 37  | 8   | 0,22 |      |
| 1.ª | 2010-11             | 27                  | 9   | 2   | 0  | —  | —  | 29  | 9   | 0,31 |      |
| 1.ª | 2011-12             | 32                  | 19  | 2   | 2  | —  | —  | 34  | 21  | 0,62 |      |
| Total club | Total club          | 90                  | 35  | 4   | 2  | 6  | 1  | 100 | 38  | 0,38 |      |
| Inter de Milán · Italia |                     |                     |     |     |    |    |    |     |     |      |      |
| 1.ª | 2012-13             | 26                  | 12  | 3   | 2  | 10 | 8  | 39  | 22  | 0,56 |      |
| 1.ª | 2013-14             | 37                  | 17  | 2   | 2  | —  | —  | 39  | 19  | 0,49 |      |
| 1.ª | 2014-15             | 35                  | 8   | —   | —  | 6  | 4  | 41  | 12  | 0,29 |      |
| 1.ª | 2015-16             | 27                  | 2   | 3   | 1  | —  | —  | 30  | 3   | 0,10 |      |
| 1.ª | 2016-17             | 15                  | 0   | 2   | 1  | 3  | 1  | 20  | 2   | 0,10 |      |
| Total club | Total club          | 140                 | 39  | 10  | 6  | 19 | 13 | 169 | 58  | 0,34 |      |
| Bologna FC · Italia | 1.ª                 | 2017-18             | 28  | 4   | —  | —  | —  | —   | 28  | 4    | 0,14 |
| Bologna FC · Italia | 1.ª                 | 2018-19             | 28  | 3   | 3  | 0  | —  | —   | 31  | 3    | 0,10 |
| Bologna FC · Italia | 1.ª                 | 2019-20             | 35  | 7   | 1  | 1  | —  | —   | 36  | 8    | 0,28 |
| Bologna FC · Italia | 1.ª                 | 2020-21             | 36  | 5   | 1  | 0  | —  | —   | 37  | 5    | 0,10 |
| Bologna FC · Italia | Total club          | Total club          | 127 | 19  | 5  | 1  | 0  | 0   | 132 | 20   | 0,16 |
| Brescia Calcio · Italia | 2.ª                 | 2021-22             | 33  | 6   | —  | —  | —  | —   | 33  | 6    | 0,18 |
| Total en su carrera | Total en su carrera | Total en su carrera | 639 | 193 | 19 | 9  | 81 | 44  | 739 | 246  | 0,33 |
| (1) Incluye datos de Copa de Italia. (2) Incluye datos de Copa Libertadores, Copa Sudamericana, UEFA Europa League, Recopa Sudamericana y Copa Mundial de Clubes. |                     |                     |     |     |    |    |    |     |     |      |      |

### Selección
| Selección                                           | Temporada     | Amistosos | Amistosos | Sudamérica(1) | Sudamérica(1) | Mundial(2) | Mundial(2) | Total | Total | Media goleadora |
| Selección                                           | Temporada     | Part.     | Goles     | Part.         | Goles         | Part.      | Goles      | Part. | Goles | Media goleadora |
| --------------------------------------------------- | ------------- | --------- | --------- | ------------- | ------------- | ---------- | ---------- | ----- | ----- | --------------- |
| Adulta Argentina                                    | 2005          | 1         | 0         | 1             | 0             | —          | —          | 2     | 0     | 0,00            |
| Adulta Argentina                                    | 2006          | —         | —         | —             | —             | 1          | 0          | 1     | 0     | 0,00            |
| Adulta Argentina                                    | 2007          | 1         | 0         | 2             | 0             | —          | —          | 3     | 0     | 0,00            |
| Adulta Argentina                                    | 2008          | —         | —         | 2             | 1             | —          | —          | 2     | 1     | 0,50            |
| Adulta Argentina                                    | 2009          | —         | —         | —             | —             | —          | —          | 0     | 0     | 0,00            |
| Adulta Argentina                                    | 2010          | —         | —         | —             | —             | —          | —          | 0     | 0     | 0,00            |
| Adulta Argentina                                    | 2011          | —         | —         | 1             | 0             | —          | —          | 1     | 0     | 0,00            |
| Adulta Argentina                                    | 2012          | —         | —         | 1             | 0             | —          | —          | 1     | 0     | 0,00            |
| Adulta Argentina                                    | 2013          | 4         | 0         | 6             | 1             | —          | —          | 10    | 1     | 0,10            |
| Adulta Argentina                                    | 2014          | 2         | 1         | —             | —             | 5          | 0          | 7     | 1     | 0,14            |
| Adulta Argentina                                    | Total         | 8         | 1         | 13            | 2             | 6          | 0          | 27    | 3     | 0,11            |
| Total carrera                                       | Total carrera | 8         | 1         | 13            | 2             | 6          | 0          | 27    | 3     | 0,11            |
| (1) Incluye los partidos de la Copa América (2007). |               |           |           |               |               |            |            |       |       |                 |

### Resumen estadístico
| Competición           | Partidos | Goles | Promedio |
| --------------------- | -------- | ----- | -------- |
| Liga                  | 639      | 193   | 0,30     |
| Copas nacionales      | 19       | 9     | 0,47     |
| Copas internacionales | 81       | 44    | 0,54     |
| Selección Argentina   | 27       | 3     | 0,11     |
| Total                 | 766      | 249   | 0,33     |

## Palmarés

### Campeonatos nacionales
| Título           | Club               | País      | Año    |
| ---------------- | ------------------ | --------- | ------ |
| Primera División | C. A. Boca Juniors | Argentina | A-2005 |
| Primera División | C. A. Boca Juniors | Argentina | C-2006 |
| Primera División | C. A. Boca Juniors | Argentina | A-2008 |

### Campeonatos internacionales
| Título              | Club               | Sede         | Año  |
| ------------------- | ------------------ | ------------ | ---- |
| Recopa Sudamericana | C. A. Boca Juniors | Manizales    | 2005 |
| Copa Sudamericana   | C. A. Boca Juniors | Buenos Aires | 2005 |
| Recopa Sudamericana | C. A. Boca Juniors | São Paulo    | 2006 |
| Copa Libertadores   | C. A. Boca Juniors | Porto Alegre | 2007 |
| Recopa Sudamericana | C. A. Boca Juniors | Buenos Aires | 2008 |

### Distinciones individuales
| Distinción                                                                          | Año           |
| ----------------------------------------------------------------------------------- | ------------- |
| Parte del Equipo Ideal de América                                                   | 2005          |
| Máximo goleador de la Primera División (12 goles, empatado con Mauro Zárate)        | A-2006        |
| Parte del Equipo Ideal de América                                                   | 2006          |
| 2.º Mejor Futbolista del año en Sudamérica                                          | 2006          |
| Balón de Bronce en la Copa Mundial de Clubes                                        | 2007          |
| Máximo goleador en la historia de la Recopa Sudamericana (5 goles)                  | 2008-presente |
| Premio Jorge Newbery de Oro                                                         | 2008          |
| Premio Jorge Newbery de Plata                                                       | 2008          |
| Jugador de mayor edad en marcar un triplete en la liga italiana (39 años y 86 días) | 2021-presente |

## Trayectoria en el baloncesto
Palacio practicó baloncesto en el club La Falda de Bahía Blanca hasta 2000, cuando decidió dedicarse exclusivamente al fútbol.
El 23 de septiembre de 2022, ya habiendo abandonado definitivamente el fútbol profesional, hizo su debut en la Serie D -la más baja de las categorías del baloncesto competitivo italiano- jugando para el Polisportiva Garegnano.

## Vida privada
Su familia procede de Cantabria (España). Es hijo de José Ramón Palacio Corrales, natural de Heras, Cantabria, un exfutbolista español que jugó en Argentina para Huracán de Tres Arroyos en los años 1970 y Olimpo de Bahía Blanca en la década de los ochenta. En 2014 se le otorga una placa por ser el único jugador bahiense en jugar dos mundiales, este último subcampeón del mundo.